# 페니와이즈 (밴드)
페니와이즈(Pennywise)는 1988년 미국 캘리포니아주 허모사비치에서 결성된 펑크 록 밴드이다. 밴드의 이름은 스티븐 킹의 공포 소설 《그것》에 나오는 괴물의 이름에서 유래되었다.

## 역사
페니와이즈는 1988년 캘리포니아주 허모사비치에서 결성되었다. 초기의 구성원은 짐 린드버그(보컬), 플레처 드래그(기타), 바이런 맥매킨(드럼), 제이슨 서스크(베이스)로 이루어져 있었다. 이들은 1989년에 두 장의 EP A Word from the Wise, Wildcard를 발매하였다.
1990년 페니와이즈는 에피타프 레코드와 계약을 맺고 1991년 데뷔 음반 Pennywise를 발매하였다. 이 음반이 펑크계에 빠르게 알려지면서 페니와이즈는 어느 정도의 인지도를 얻게 되었다. 얼마 후 보컬 린드버그가 밴드에서 탈퇴하여 서스크가 보컬을 맡게 되었고, 랜디 브래드버리가 합류하여 베이스를 맡게 되었다. 린드버그는 결혼을 한 후 1992년 밴드로 다시 돌아왔다.
린드버그가 돌아온 후, 1993년에 두 번째 정규 음반 Unknown Road를 발매하였다. 이 음반은 언더그라운드에서 히트를 쳤고, 1995년 오프스프링, 그린 데이, 랜시드 등의 펑크 밴드들이 주류 음악계에서 히트를 치자 여러 음반사에서 페니와이즈와 계약을 맺고 싶어하였으나 페니와이즈는 이를 거부하고 에피타프 레코드에 남기로 하였다. 1995년에는 세 번째 정규 음반 About Time이 발매되었다.
1996년, 페니와이즈는 네 번째 음반 녹음 작업에 착수하였다. 하지만 얼마 후 서스크가 밴드를 탈퇴하였고, 그는 1996년 7월 29일 권총으로 자살하였다. 그 이후로 페니와이즈는 랜디 브래드버리가 베이시스트를 맡아 활동하였으며, Full Circle(1997년), Straight Ahead(1999년)을 발매하였다. 이어서 라이브 음반 Live at the Keyclub(2000년)을 발매하였으며, 정규 음반 Land of the Free?(2001년), From the Ashes(2003년), The Fuse(2005년)을 발매하였다.
2008년에는 아홉 번째 정규 음반 Reason to Believe를 발매하였으며, 이 음반에 수록된 모든 곡은 밴드의 마이스페이스를 통해 무료로 공개되었다.

## 구성원
- 짐 린드버그(Jim Lindberg) - 보컬
- 플레처 드래그(Fletcher Dragge) - 기타
- 랜디 브래드버리(Randy Bradbury) - 베이스
- 바이런 맥매킨(Byron McMackin) - 드럼

### 이전 멤버
- 제이슨 서스크(Jason Thirsk) - 베이스(1996년 7월 29일 사망)

## 음반 목록

### 정규 음반
| 연도   | 음반명            | 빌보드 순위 |
| ------ | ----------------- | ----------- |
| 1991년 | Pennywise         |             |
| 1993년 | Unknown Road      |             |
| 1995년 | About Time        | #96         |
| 1997년 | Full Circle       | #79         |
| 1999년 | Straight Ahead    | #62         |
| 2001년 | Land of the Free? | #67         |
| 2003년 | From the Ashes    | #54         |
| 2005년 | The Fuse          | #78         |
| 2008년 | Reason to Believe |             |